# فوتبال در آلبانی
فوتبال در آلبانی پرطرفدارترین ورزش چه از نظر مشارکت و چه از نظر تماشاگر است.